# Kuxwinkel
Kuxwinkel ist ein Ortsteil der Einheitsgemeinde Stadt Jerichow im Landkreis Jerichower Land in Sachsen-Anhalt.

## Geografie
Der Ort liegt 10 Kilometer südlich von Premnitz und 17 Kilometer nördlich von Genthin unmittelbar an der Landesgrenze zu Brandenburg. Die Nachbarorte sind Wilhelminenthal im Norden, Marquede im Nordosten, Jerchel im Osten, Nitzahn im Südosten, Schlagenthin im Südwesten, Neuenklitsche im Westen sowie Neu Dessau im Nordwesten.